# Джерело б/н (Чумальово)
Джерело б/н — гідрологічна пам'ятка природи місцевого значення. Об'єкт розташований на території Тячівського району Закарпатської області, с. Чумальово, урочище «Сокирниця».
Площа — 0,5 га, статус отриманий у 1984 році.